# Surendra Bikram Shah
Surendra Bikram Shah (Katmandu, 20 ottobre 1829 – Katmandu, 17 maggio 1881) è stato re del Nepal dal 1847 al 1881.